# Hazen en konijnen
Hazen en konijnen (Leporidae) vormen een van de twee families uit de orde van de haasachtigen (Lagomorpha). Tot deze familie behoren onder andere het konijn (Oryctolagus cuniculus) en de haas (Lepus europaeus).

## Kenmerken
Soorten uit deze familie onderscheiden zich van de fluithazen, de andere familie uit de orde, door de vrij lange achterpoten en voeten, en de lange, beweeglijke oren. Vooral de ezelhazen hebben grote oren. Met de lange achterpoten en het afgeplatte lichaam zijn ze goede renners.

## Verspreiding en leefgebied
De Leporidae kwamen oorspronkelijk in de hele wereld behalve in Oceanië voor. Hun introductie in dit deel van de wereld is een ecologische catastrofe die verschillende kangoeroesoorten in hun voortbestaan bedreigt. De Leporidae worden dan ook zowel in Australië als in Nieuw-Zeeland als plaag beschouwd.

## Taxonomie
- Familie: Leporidae (Hazen en konijnen)
  - Geslacht: Brachylagus (Dwergkonijn (1 soort)
  - Geslacht: Bunolagus (Hottentothaas) (1 soort)
  - Geslacht: Caprolagus (Bengaals konijn) (1 soort)
  - Geslacht: Lepus (Echte hazen) (32 soorten)
  - Geslacht: Nesolagus (Gestreepte konijnen) (2 soorten)
  - Geslacht: Oryctolagus (Konijn) (1 soort)
  - Geslacht: Pentalagus (Amamikonijn) (1 soort)
  - Geslacht: Poelagus (Midden-Afrikaans konijn) (1 soort)
  - Geslacht: Pronolagus (Rode rotshazen)
  - Geslacht: Romerolagus (Vulkaankonijn) (1 soort)
  -  Geslacht: Sylvilagus (Katoenstaartkonijnen) (17 soorten)